# Sobińska Struga
Sobińska Struga (także Sobina) – rzeka w północnej Polsce, lewy dopływ Wdy.

## Charakterystyka
Długość rzeki wynosi 33 km, powierzchnia zlewni 103,3 km², średnioroczny przepływ 0,5 m³/sek. (minimalny 0,16–0,2 m³/sek.). Swoje źródło ma w niewielkim jeziorze śródleśnym na zachód od wsi Dębia Góra. W górnym biegu, jako wąski, płytki rów, przepływa przez mokradła, a następnie przez zabagnione jezioro Miedzno, co nadaje wodom kolor brunatny. Przyjmuje lewy, bezimienny dopływ odwadniający jezioro Duży Trzebucz. W biegu dolnym jest szczelnie zarośnięta krzewami i łozą. Przepływa przez Bory Tucholskie i niemal w całości przez Wdecki Park Krajobrazowy, płynąc doliną wciętą na 8–18 metrów w podłoże sandrowe i morenowe. Uchodzi do Wdy w miejscowości Żur (w pobliżu ujścia znajduje się niewielka tuczarnia pstrąga tęczowego).

## Przyroda i ochrona
Dolina rzeki została uformowana przez osady denne dawnych jezior przepływowych.
Prawie na całej długości rzeki występuje w niej pstrąg potokowy. Spotykany jest też szczupak. Niemal cała rzeka (prócz odcinka źródłowego) objęta jest ochroną w ramach zespołu przyrodniczo-krajobrazowego „Dolina Rzeki Sobińska Struga”.
W dużej mierze brzegi rzeki są porośnięte olchami. Okolice jeziora Miedzno to lęgowiska i żerowiska licznych ptaków, w tym wodnych i błotnych (rybołów, bielik, żuraw, łabędź niemy, bocian czarny).

## Turystyka
W pobliżu górnego odcinka rzeki prowadzi szlak turystyczny Szlak Partyzantów AK.